# Noctasota curiosa
Noctasota curiosa là một loài bướm đêm trong họ Noctuidae.